# Tsuru Aoki
Tsuru Aoki (青木 鶴子 Aoki Tsuruko?,  9 de septiembre de 1892 – 18 de octubre de 1961) fue una actriz japonesa que trabajó en teatro y en cine. Aoki tuvo una carrera prolífica en el cine mudo durante la década de 1910 y 1920, siendo una de las primeras actrices asiáticas famosas en Estados Unidos.

## Vida y carrera
Nacida en Tokio, Japón, se mudó a California en 1899 juntó con su tío, Otojirō Kawakami, su esposa, Kawakami Sadayakko, y el grupo de actores de Otojirō. En su primera parada en San Francisco, Tsuru ayudó a Sadayakko en una compañía de té en el Hotel del Palacio, donde sus agentes elogiaron a Aoki por su "diminuta delicadeza". Pero la compañía tuvo dificultades financieras, y Otojirō hizo algunos arreglos para que Tsuru fuera adoptada por Toshio Aoki, un dibujante de periódicos locales. Tsuru Aoki comenzó a dar lecciones de ballet en Nueva York, ya que Aoki se fue con su tío adoptivo Toshio, quién fue contratado por David Belasco para trabajar en The Darling of the Gods. Después de la muerte de Toshio, un periodista se ocupó de cuidar a Aoki. Aoki comenzó su carrera después de regresar a Los Ángeles y actuó en producciones teatrales en un teatro japonés de Los Ángeles; cuando Thomas H. Ince conoció a Aoki, contrató a la actriz para el cine. Fue también el responsable de reclutar a los actores de la Compañía Imperial Japonesa, una compañía subsidiaria de la Corporación cinematográfica de Nueva York.
Aoki hizo su debut cinematográfico  en The Oath of Tsuru San en 1913 juntó con el actor William Garwood. Su segunda película fue la cinta de 1914 producida por Ince O Mimi San, protagonizada por Mildred Harris y Sessue Hayakawa, quién había actuado con Aoki en el teatro japonés el año anterior. La pareja comenzó una relación que culminaría en matrimonio el 1 de mayo de 1914, antes del lanzamiento de la película The Wrath of the Gods – una película de melodrama sobre un romance interracial, protagonizada por Frank Borzage, Sessue Hayakawa y Gladys Brockwell. Hayakawa y Aoki interpretaron más de 20 películas durante la década de 1910 y 1920.

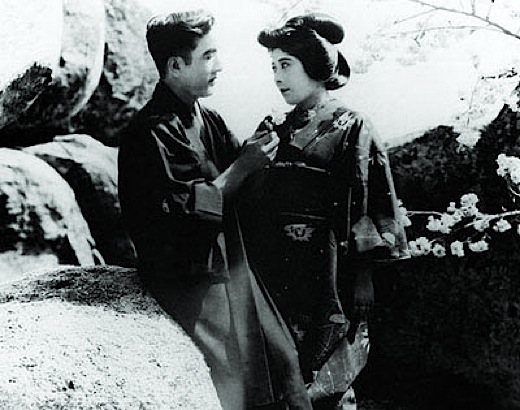
Tsuru Aoki juntó con su esposo Sessue Hayakawa en la película de 1919 The Dragon Painter.

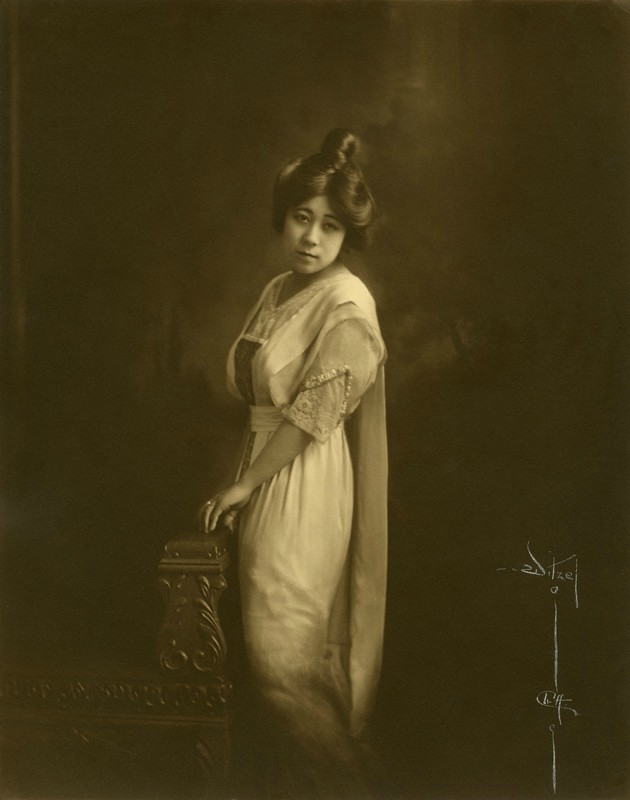
Aoki, ca. 1915.

Una de las películas más famosas de Aoki es la cinta de 1919 The Dragon Painter, dirigida por William Worthington, basada en la novela del mismo nombre de Sidney McCall; en la película, Aoki interpreta a Ume-ko, una joven que convence a un artista aislado y trastornado llamado Tatsu (interpretado por Hayakawa), para que baje de las montañas para que ella pueda civilizarlo y ayudarle a mejorar sus habilidades. Otras películas famosas en las que trabajó fueron en The Typhoon (1914), The Vigil (1914), The Geisha (1914), The Chinatown Mystery (1915), His Birthright (1918), y The Breath of the Gods (1920). Durante la década de 1910, Aoki ya llevaba aproximadamente 40 películas, a menudo interpretando papeles de protagonista. Algunos de sus coprotagonistas de la época incluyeron a Marin Sais, Frank Borzage, Gladys Brockwell, Mildred Harris, Jack Holt, Jane Wolfe, Dagmar Godowsky, Vola Vale, Florence Vidor, Earle Foxe, y Walter Long. Después de trabajar en una serial de dos carretes de Ince, la carrera de Aoki se empezó a debilitar (justo cuando la carrera de su esposo estaba alcanzando impulso), por lo que la pareja viajó a Francia en 1923 para filmar juntos con Édouard-Émile Violet la película La Bataille. Sin embargo, después de volver a los Estados Unidos, Aoki solo hizo tres películas más, retirándose del mundo del cine en 1924 para cuidar a sus tres hijos y a Hayakawa. Su última película muda fue The Danger Line en 1924. Aoki regresó al cine en 1960, apareciendo junto con su esposo en Hell to Eternity, siendo la primera y única película sonora de Aoki. Aoki murió en 1961 de peritonitis a los 69 años.

## Filmografía
| Título                     | Año       | Papel                   | Notas        | Ref   |
| -------------------------- | --------- | ----------------------- | ------------ | ----- |
| The Oath of Tsuru San      | 1913      | Tsuru San               | Cortometraje |       |
| O Mimi San                 | 1914      | O Mimi San              | Cortometraje |       |
| The Courtship of O San     | 1914      | O San                   | Cortometraje |       |
| The Geisha                 | 1914      | Myo                     | Cortometraje |       |
| Love's Sacrifice           | 1914      | Pequeña Faun            | Cortometraje |       |
| The Wrath of the Gods      | 1914      | Toya San                |              | [ 3 ] |
| A Tragedy of the Orient    | 1914      | Kissmoia                | Cortometraje |       |
| A Relic of Old Japan       | 1914      | Katuma                  | Cortometraje |       |
| Desert Thieves             | 1914      | Owanono                 | Cortometraje |       |
| Star of the North          | 1914      | Star of the North       | Cortometraje |       |
| The Curse of Caste         | 1914      | Kissmoia                | Cortometraje |       |
| The Village 'Neath the Sea | 1914      | Pequeña Fawn            | Cortometraje |       |
| The Death Mask             | 1914      | Princesa Nona           | Cortometraje |       |
| The Typhoon                | 1914      |                         |              |       |
| Nipped                     | 1914      | San Toy Nakado          | Cortometraje |       |
| The Vigil                  | 1914      | Mira                    | Cortometraje |       |
| Mother of the Shadows      | 1914      | Luna riéndose           | Cortometraje |       |
| The Last of the Line       | 1914      | Chica de Riverside      | Cortometraje |       |
| The Famine                 | 1915      | Misao                   | Cortometraje |       |
| The Chinatown Mystery      | 1915      | Woo                     | Cortometraje |       |
| The Beckoning Flame        | 1915      | Janira                  | Cortometraje | [ 4 ] |
| Alien Souls                | 1916      | Yuri Chan               |              | [ 5 ] |
| The Honorable Friend       | 1916      | Toki-Ye                 |              |       |
| The Soul of Kura San       | 1916      | Kura-San                |              |       |
| Each to His Kind           | 1917      | Princesa Nada           |              |       |
| The Call of the East       | 1917      | O'Mitsu - Arai's Sister |              |       |
| The Curse of Iku           | 1918      | Omi San                 |              |       |
| The Bravest Way            | 1918      | Sat-u                   |              |       |
| His Birthright             | 1918      | Saki San                |              |       |
| A Heart in Pawn            | 1919      | Sada                    |              |       |
| The Courageous Coward      | 1919      | Rei Oaki                |              |       |
| The Gray Horizon           | 1919      | O Haru San              |              |       |
| The Dragon Painter         | 1919      | Ume-Ko                  |              |       |
| Bonds of Honor             | 1919      | Toku-ko                 |              |       |
| Locked Lips                | 1920      | Lotus Blossom           |              |       |
| A Tokyo Siren              | 1920      | Asuti Hishuri           |              |       |
| The Breath of the Gods     | 1920      | Yuki Onda               |              |       |
| Screen Snapshots           | 1920-1921 | Ella misma              |              |       |
| Black Roses                | 1921      | Blossom                 |              |       |
| Five Days to Live          | 1922      | Ko Ai                   |              |       |
| Night Life in Hollywood    | 1922      | Ella misma              |              |       |
| The Battle                 | 1923      | La Marquesa Yorisaka    |              |       |
| The Danger Line            | 1924      | Marquesa Yorisaka       |              |       |
| The Great Prince Shan      | 1924      | Nita                    |              |       |
| Sen Yan's Devotion         | 1924      | Esposa de Sen Yan       |              |       |
| Hell to Eternity           | 1960      | Madre                   |              |       |